# Felicia Lu Kürbiß

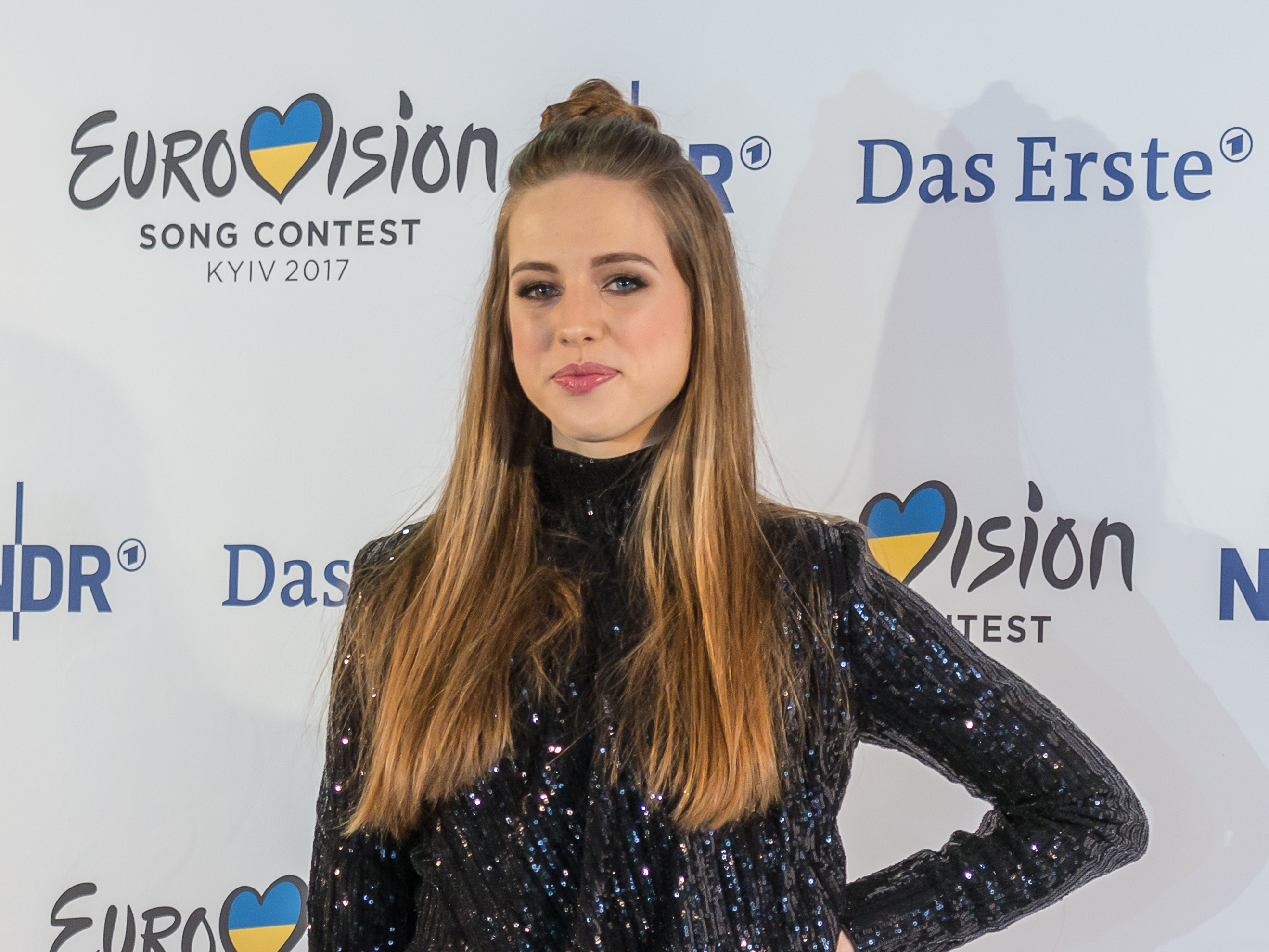
Felicia Lu Kürbiß, 2017

Felicia Lu Kürbiß (* 15. Dezember 1995 in Salzburg) ist eine österreichische Sängerin und YouTuberin. Sie war 2014 Kandidatin bei der deutschen Musik-Castingshow Rising Star, eine von fünf Finalisten bei Unser Song 2017 sowie 2022 eine von sechs Finalisten bei Germany 12 Points.  

## Leben und Karriere
Felicia Lu wurde 1995 in Salzburg geboren und wuchs dort auch auf. Schon in einem musikalischen Kindergarten wurde ihr Talent gefördert. Dort entwickelte sich auch ihr Interesse für Gesang. Seit sie vier Jahre alt ist, tanzt sie außerdem; sie begann mit Ballett, dann kamen Jazztanz, Modern Dance und Hip-Hop dazu. 
Später besuchte sie das Musische Gymnasium Salzburg mit intensiver Musikbildung. Da ihr dieses jedoch zu sehr auf klassische Musik ausgerichtet war, folgte später der Wechsel auf das Bundesoberstufenrealgymnasium Bad Hofgastein, wo sie eine musikalische Ausbildung mit Pop-Ausrichtung und Vocal Coaching machte. Nachdem sie die Schule beendet hatte, lebte sie in Freilassing und zog später nach München, wo sie ein Internat besuchen wollte, um Tanz, Songwriting und Gesang zu studieren.

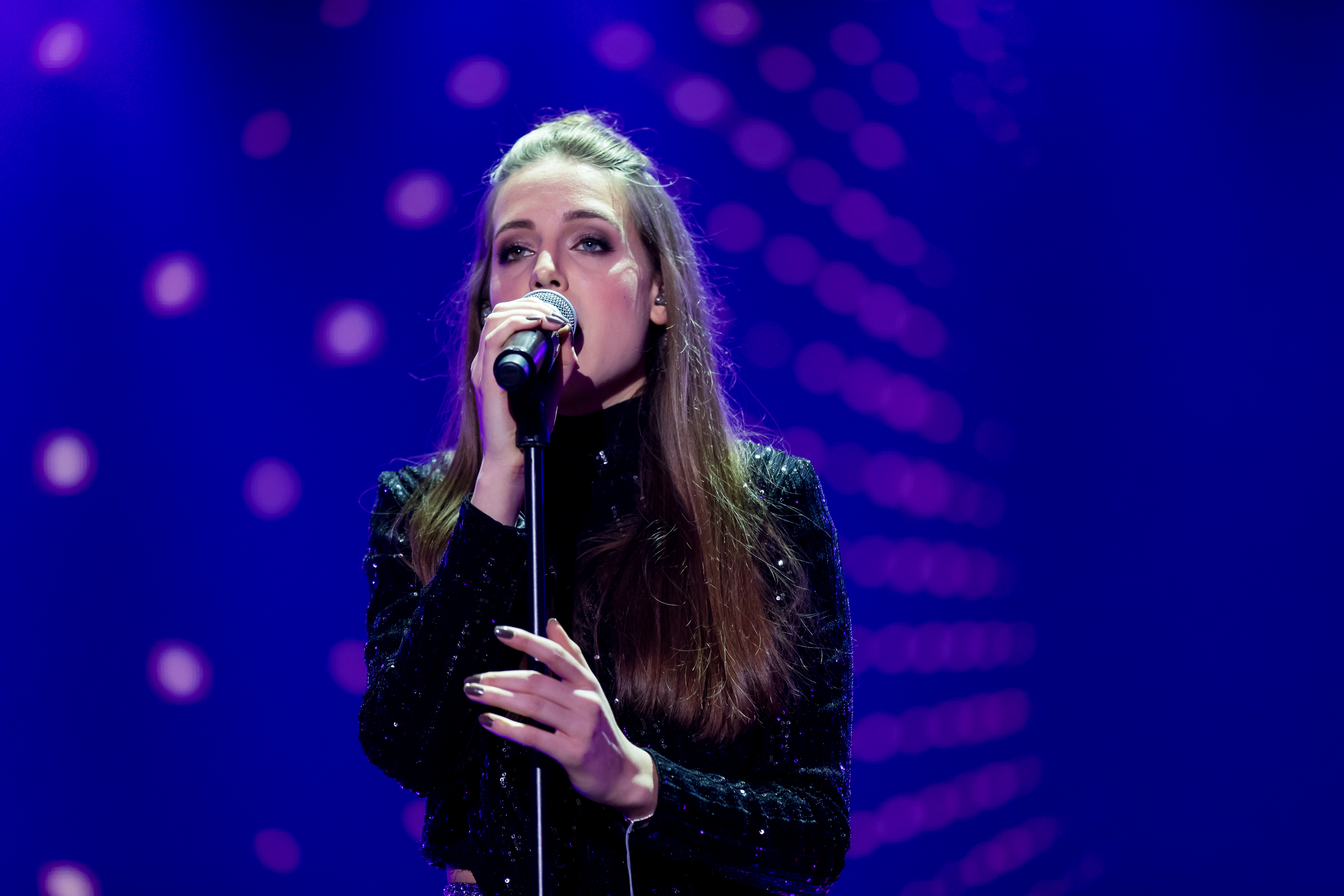
Felicia Lu Kürbiß, 2017

2014 nahm sie an der Castingshow Rising Star teil und schaffte es ins Finale. Seit 2015 betreibt sie einen eigenen YouTube-Kanal, auf dem sie wöchentlich neue Videos hochlädt. 2017 nahm sie an der deutschen ESC-Vorentscheidung teil, schied jedoch in der ersten Runde der Finalshow aus. Im März 2022 nahm mit ihrem Song Anxiety an der deutschen ESC-Vorentscheidung Germany 12 Points teil. Sie erreichte den 4. Platz. Nachdem Kürbiß 2023 mehrere Singles veröffentlicht hatte, erschien im September 2023 ihr Debütalbum Something Regrettable, das 13 Songs umfasst.

## Diskografie
Singles:
- 2014: Cold Feet
- 2015: Hurts So Good
- 2016: Lost at Night
- 2017: Red Zone
- 2020: One Step Closer
- 2020: Just Fine
- 2021: Anxiety
- 2022: Dear Karma
- 2022: Wish You Well[4]
- 2022: The Very Hungry Caterpillar
- 2022: Band-Aid
- 2022: Obsessed
- 2022: Home
- 2023: My Boy
- 2023: Her
- 2023: Not My Friend
- 2023: Manifest
- 2023: B*tch
- 2023: Me & My Broken Heart
- 2024: Narcissist
- 2024: Jealousy
- 2024: Better After You
- 2024: Run
- 2024: Indifferent
- 2024: Still Alive
- 2024: Play With Fire
- 2024: Bigger One
- 2025: We're All Gonna Die
- 2025: She
- 2025: Someone Else
- 2025: Unlearn
- 2025: Woman
- 2025: Hot Rain In Summer

EP:
- 2019: Untitled.
- 2021: Relations
- 2024: Bitter
- 2025: Sweet

Alben:
- 2023: Something Regrettable
- 2025: Bittersweet